# Who's Your Father
Who's Your Father è un film del 1935 diretto da Henry W. George, pseudonimo con il quale firmava i suoi lavori di regista il popolare attore comico britannico Lupino Lane.

## Trama
George Medway è un uomo onesto e rispettabile che si sta preparando con grande entusiasmo per il suo imminente matrimonio con la donna che ama. Tuttavia, la sua vita viene stravolta quando una serie di eventi imprevedibili sconvolge la sua famiglia, mettendo a rischio le nozze e creando una situazione sempre più caotica.
La prima complicazione arriva quando la madre di George, rimasta vedova da tempo, annuncia di essersi risposata con un becchino, un uomo dal carattere eccentrico e poco raffinato che non sembra particolarmente benvoluto dalla famiglia. Mentre George cerca di gestire questa sorpresa, un’altra rivelazione ancora più sconvolgente getta scompiglio nella sua vita: il padre, che tutti credevano morto da anni dopo essere scomparso in mare, fa improvvisamente ritorno.
Ma la situazione si complica ulteriormente quando si scopre che l’uomo non è tornato da solo. Durante il periodo in cui era dato per disperso, infatti, si è risposato con un’altra donna, ignaro del fatto che la sua prima moglie fosse ancora viva. Questo porta a una serie di equivoci e momenti esilaranti, in cui George si trova costretto a gestire non solo il caos familiare, ma anche le reazioni della sua futura sposa e della sua famiglia.

## Produzione
Il film fu prodotto dalla St. George's Pictures.

## Distribuzione
Distribuito dalla Columbia Pictures Corporation, il film uscì nelle sale cinematografiche britanniche nel marzo 1935.